# Ante Lucem
Ante Lucem (с лат. — «До света») — цикл стихотворений Александра Блока, написанный им в течение 1898—1900 годов. Включает в себя 76 стихотворений. Ряд стихотворений цикла посвящён Ксении Михайловне Садовской (1861—1925), с которой Блок познакомился в 1897, во время поездки в Германию, на курорт Бад-Наугейм. В Ante Lucem мы можем наблюдать, что поэтические взгляды Блока не сформировались. Уже в этот период в его творчестве начинается противопоставление божественного и земного.

## Содержание
- «Пусть светит месяц — ночь темна…»
- «Ты много жил, я больше пел…»
- «Муза в уборе весны постучалась к поэту…»
- «Я ношусь во мраке, в ледяной пустыне…»
- «Полный месяц встал над лугом…»
- Моей матери («Друг, посмотри, как в равнине небесной…»)
- «Она молода и прекрасна была…»
- «Я шёл во тьме к заботам и веселью…»
- «Я стремлюсь к роскошной воле…»
- «Как мучительно думать о счастьи былом…»
- «В ночи, когда уснет тревога…»
- «Усталый от дневных блужданий…»
- «Жизнь — как море, она всегда исполнена бури…»
- «Есть в дикой роще, у оврага…»
- «Мне снилась смерть любимого созданья…»
- «Офелия в цветах, в уборе…»
- Летний вечер
- «Луна проснулась. Город шумный…»
- На вечере в честь Л. Толстого
- «Мне снилась снова ты, в цветах, на шумной сцене…»
- Одиночество
- «Окрай небес — звезда омега…»
- «Милый друг! Ты юною душою…»
- Песня Офелии («Разлучаясь с девой милой…»)
- «Ночной туман застал меня в дороге…»
- «Когда толпа вокруг кумирам рукоплещет…»
- Гамаюн, птица вещая
- «Мы были вместе, помню я…»
- «Я шёл к блаженству. Путь блестел…»
- «Сама судьба мне завещала…»
- После дождя («Сирени бледные дождём к земле прибиты…»)
- «Там, за далью бесконечной…»
- «Когда я был ребёнком, — лес ночной…»
- Перед грозой
- «Дышит утро в окошко твоё…»
- «Помнишь ли город тревожный…»
- «Город спит, окутан мглою…»
- «О, как безумно за окном…»
- «Не легли ещё тени вечерние…»
- Servus — Reginae («Не призывай. И без призыва…»)
- «О, наконец! Былой тревоге…»
- «За краткий сон, что нынче снится…»
- Осенняя элегия:

1. «Медлительной чредой нисходит день осенний…»
2. «Как мимолетна тень осенних ранних дней…»

- «В те дни, когда душа трепещет…»
- «Ярким солнцем, синей далью…»
- «Лениво и тяжко плывут облака…»
- «Шли мы стезею лазурною…»
- «Ночь тёплая одела острова…»
- «Я шёл во тьме дождливой ночи…»
- «Сегодня в ночь одной тропою…»
- «В ночи, исполненной грозою…»
- «Поэт в изгнаньи и в сомненьи…»
- «Хоть всё по-прежнему певец…»
- «В фантазии рождаются порою…»
- «К ногам презренного кумира…»
- «Бежим, бежим, дитя свободы…»
- «Прошедших дней немеркнущим сияньем…»
- «Не призывай и не сули…»
- «В часы вечернего тумана…»
- После грозы («Под величавые раскаты…»)
- «На небе зарево. Глухая ночь мертва…»
- «В ночь молчаливую чудесен…»
- «Полна усталого томленья…»
- «То отголосок юных дней…»
- «Последний пурпур догорал…»
- Аметист
- «Твой образ чудится невольно…»
- «Поклонник эллинов — я лиру забывал…»
- «Пора вернуться к прежней битве…»
- «Отрекись от любимых творений…»
- «Измучен бурей вдохновенья…»
- «Ищу спасенья…»
- «В полночь глухую рождённая…»
- Валькирия
- 31 декабря 1900 года